# Jean-Claude Jitrois
Jean-Claude Jitrois, nato Jean-Claude Coste (Narbonne, 10 gennaio 1944), è uno stilista francese.
È il direttore creativo della casa di moda Jitrois, fondata da lui stesso nel 1983.
Jitrois ha lavorato con un insieme di menti creative durante la sua carriera, tra cui Helmut Newton, Jean-Baptiste Mondino, Karl Lagerfeld, Peter Beard e Rankin.

## Origini
Jean-Claude Coste nasce a Narbonne nel 1944.
Suo padre, un pilota delle forze aeree francesi, si muoveva da una base all’altra, di conseguenza il giovane Jean-Claude ha passato buona parte della sua infanzia sotto le cure della nonna a Aix-en-Provence. Grazie all’educazione ricevuta dalla nonna stessa che Jean-Claude ha avuto modo di scoprire i classici dell’opera e del teatro.
Nel 1962 all’età di 18 anni, dopo un periodo in Algeria dove aveva vissuto con i genitori, Jean-Claude torna in Francia per iniziare gli studi di psicologia all’ospedale Pitité-Salpetrière di Parigi. Ha lavorato con Jacques Lacan, partecipando ai suoi seminari a Parigi per poi collaborare per due anni ad una analisi all’istituto Carl Gustav Jung di Zurigo. Jean-Claude ha dedicato più di 10 anni alla psicologia, specializzandosi nello sviluppo della psicomotricità - la stretta relazione tra la mente e il corpo - nei bambini fino ai 2 anni di età. Durante gli anni 70, Jean-Claude è stato appuntato direttore del dipartimento di riabilitazione psicomotoria della facoltà di medicina dell’Università di Nizza, nel quale ha lavorato con 500 studenti. In questo periodo ha scritto numerosi libri sul tema della psicomotricità quali Que sasi-je? (Chi sono?), una serie enciclopedica pubblicata dal French University Press nel 1972.
Nel 1975, Jean-Claude è stato nominato da Simone Veil come capo dell’Istituto Superiore di Rieducazione Psicomotoria di Nizza. Nello stesso periodo ha lavorato con Giselle Soubrian ad un libro intitolato :Psychomotricité et relaxation psychosomatique", e successivamente Corps et Graphie.
Nel 1975, Jean-Claude ha pubblicato altri due libri: "Les 50 mots-clés de la psychomotricité" e "La relaxation psychosyntonique".
Nel 2001; Jean-Claude Jitrois è stato nominato cavaliere della Legion d’Onore e successivamente elevato al grado di ufficiale nel 2012 per i suoi servigi al mondo della moda e alla promozione della Francia nel mondo.

## Storia del marchio
Nel 1976 Jean-Claude ha iniziato a disegnare abiti. Ha acquistato un piccolo spazio commerciale a Nizza nella rue tonduti de l’Escarène, di fronte al negozio dell’artista Ben col quale era diventato amico. Altri due negozi sono presto stati aperti nelle città di Juan-les-Pins e St. Tropez. L’estetica del suo marchio è stata ispirata dagli artisti contemporanei che al tempo si riunivano in Provenza, noti collettivamente come la Nuova Scuola di Nizza.
Durante la guerra e l’occupazione nazista, il sud della Francia era stato “zona franca”, ed era da quel momento in poi rimasto un ritrovo importante per gli artisti. Jean-Claude si recava regolarmente all’ Auberge de la Colombe d’or a Saint Paul de Vence, luogo frequentato anche da artisti quali Juan Miró Alexander Calder, Yves Kelin o César Baldaccini.
Jitrois si è impegnato a integrare nelle sue creazioni i vibranti blu, rossi e gialli di Calder e Klein.
Alla fine degli anni 70, la pelle era ancora fortemente associata alla bande di motociclisti, ai punk e alle forze armate.
Le creazioni di Jitrois hanno elevato il materiale ad elemento di alta moda. Non a caso la famiglia reale del principato di Monaco - la Principessa Carolina e successivamente la sorella Stephanie - era tra i suoi clienti.
Nel 1978 Jean-Claude incontra Gilbert Maria, creando una partnership che prevedeva Jitrois nel ruolo di direttore creativo e Gilbert in quello di CEO. Insieme, grazie al rapido successo ottenuto in Costa Azzurra, i due furono in grado di fondare J3 (pronunciato “ji-tros” in francese). La prima boutique venne aperta in Rue du Faubourg Saint-Honoré a Parigi nel 1983. presto J3 superò le capacità della fabbrica di Parigi che venne spostata a Chateau de Lierville nella “Valle dei Re”.
Dal 1984 Jean-Claude e i suoi collaboratori iniziali hanno vissuto nel castello, mentre la produzione e gli atelier si trovavano negli edifici adiacenti.
Nel 1995, Jitrois ha rivoluzionato l'industria della moda con lo sviluppo della pelle stretch, portando così il marchio al suo stato di icona. Rivestire la pelle con un sottile strato di cotone ha permesso agli abiti di abbracciare strettamente il corpo e di conquistare la naturale qualità seduttiva del materiale. Nello stesso anno viene sviluppata anche la tecnica Minoray, che consiste nel rivestire lembi di pelle con una base di organza.

In questo periodo viene aperta anche la seconda boutique monomarca, in Sloan Square a Londra. Questa si dimostrò una mossa scaltra considerando che il mercato inglese rivaleggiava con quello francese sia in termini di fama internazionale che di guadagni. Da quel momento in poi, altri negozi sono stati aperti ad Aspen e a New York sulla nota Madison Avenue.
Nel 2009, Jitrois ha elevato ancora di più il suo rinomato materiale elastico sviluppando jeans in pelle stretch; che potessero essere persino lavati e stirati. Questo momento ha rappresentato una pietra miliare nella longevità della pelle e ancor di più ha incoronato Jitrois un pioniere dell’industria della moda.
Oggi, la maison crea capi potenti e drammatici per tutte le generazioni. Jitrois ha iniziato ad esplorare la relazione tra la pelle umana, la pelle dei propri capi e l'universo digitale. Nel mondo delle webcam, della messaggeria istantanea e della connessione permanente, il concetto di una seconda pelle è stato applicato a tutto il nostro corpo virtuale.
Jitrois si impegna a mantenere la propria eponima immagine di lusso d'alta gamma ma unita alla cultura giovane e sovversiva. Ciò significa restare fedeli ai valori della casa tra eleganza e oscurità, ma con un tocco moderno. Le forme storiche restano come pietre miliari attraverso questi progetti d'avanguardia per sottolineare la permanenza dello spirito del brand.

## Seguaci
Le creazioni di Jitrois sono state indossate da numerose celebrities. Nel mondo della musica: Brigitte Nielsen · , Brigitte Bardot, Elton John, Cher, Template:Refnec, Céline Dion, Rihanna, Alicia Keys, FKA twigs, Beyonce Knowles, Barbara Palvin et Mary J. Blige, Marilyn Monroe. in the cinema industry Liz Hurley à Gong Li, Monica Bellucci, Sharon Stone, Charlotte Rampling, Hedi Klum, Liane Foly, Brian de Palma, Nathalie Baye ou Reem Kherici, Jane Seymour, Ursula Andress, in fashion industryKate Moss, Naomi Campbell, Stella Tennant

## Pubblicazioni
- Que sais-je? encyclopedic series published by the French University Press on psychomotricity, Jean-Claude Coste (1972).
- Psychomotricité et relaxation psychosomatique, Giselle Soubiran and Jean-Claude Coste (1975).
- Corps et graphie. l'expression psychomotrice de l'enfant dans le dessin et la peinture, Giselle Soubiran and Jean-Claude Coste(1975).
- La psychomotricité, Jean-Claude Coste (1977).